# Vinkrisztin
A vinkrisztin növényi eredetű alkaloid. A rózsás meténg (Cataranthus roseus, Vincaceae család) alkaloidja. A növényben a vinkrisztin mellett vinblasztin és vincamin található.

## Készítmények
- Vincristin (Richter Gedeon Rt.)

## Hatása
A sejtciklus metafázisában reverzibilisen blokkolja a mitotikus sejtosztódást. Hatását a mikrotubulusokhoz kötődve a mitotikus orsók képződésének gátlásával fejti ki. A tumorsejtekben szelektíven gátolja a DNS repair mechanizmust és a DNS-dependens RNS-polimeráz enzim gátlása révén az RNS szintézisét.
Elsősorban a májban metabolizálódik, és az epével ürül.

## Felhasználási terület
A vinkrisztint akut limfoid leukémiánál, Hodgkin- és non-Hodgkin lymphomáknál, Ewing-szarkóma, neuroblastóma, medulloblastoma, Wilms-tumor esetén alkalmazzák.